# Karl Friedrich Hering
Karl Friedrich Hering (Taufname: Karl Friedrich Wilhelm) (* 5. Juni 1818 in Wesel; † 4. Mai 1896) war Konsistorialpräsident des westfälischen Teils des Evangelischen Kirche Preußens.

## Leben
Karl Friedrich besuchte das Gymnasium in Münster. Nach dem Abitur wurde er im Jahre 1840 Auskultator und zwei Jahre später Referendar. Nach dem zweiten Staatsexamen erhielt er am 9. September 1845 die Ernennung zum Assessor und war in dieser Funktion in Münster, Ibbenbüren und Burgsteinfurt tätig. 1849 war Karl Friedrich Staatsanwalt beim Landgericht Münster.
1857 erhielt er den Auftrag zur Regulierung der Rechtsverhältnisse der reichsständischen und reichsunmittelbaren Fürsten- und Grafenhäuser in Preußen und Hohenzollern. Nach seiner Tätigkeit als Appellationsgerichtsrat in Münster wurde er am 14. März 1863 zum Regierungsrat ernannt. Zehn Jahre später erhielt er die Ernennung zum Direktor des Appellationsgerichts in Arnsberg.
Die Ernennungsurkunde zum Konsistorialpräsidenten datiert vom 23. Mai 1877. Sein Amt trat er am 2. Juli 1877 an und blieb in dieser Funktion bis zum Eintritt in den Ruhestand am 1. Januar 1892 tätig.

## Ehrungen
- Roter Adlerorden IV. Klasse
- Roter Adlerorden III. Klasse mit Schleife (1880)
- Roter Adlerorden II. Klasse mit Eichenlaub (1886)
- Kronenorden II. Klasse mit Stern (1889 zum 50. Jubiläum)